# Diana e la Tuda
Diana e la Tuda è una tragedia in tre atti composta da Luigi Pirandello tra l'ottobre 1925 e l'agosto 1926. Fu rappresentata per la prima volta in lingua tedesca col titolo Diana und die Tud al teatro Schauspielhaus di Zurigo il 20 novembre 1926.
La prima rappresentazione in Italia fu affidata a Marta Abba alla quale la tragedia è dedicata. L'attrice impersonò la protagonista nella prima del 14 gennaio 1927 al Teatro Eden di Milano.
Il testo della tragedia fu pubblicato nel 1927 per i tipi dell'editore Bemporad.

## Trama
L'ossessione del giovane scultore Sirio Dossi è quella di realizzare nella statua di Diana che sta scolpendo la perfezione della forma dell'opera d'arte. Per questo costringe la modella Tuda a lunghe ed estenuanti pose poiché non è mai soddisfatto dei risultati fino ad allora raggiunti. Confrontando la statua con la modella scopre ogni volta in lei delle perfezioni che il tempo cancellerà e che egli, prima che sia troppo tardi, tenta inutilmente di rendere immortali nell'opera d'arte a cui sta lavorando.
Si ripropone nella tragedia il tema caro a Pirandello ed affrontato nelle opere della maturità: quello del dualismo tra la forma e la vita, tra la grande statua e Tuda, la perfezione che non vive e la bellezza vivente ma transeunte.
Sirio tenta di tramutare in realtà il sogno che per tutta la vita trascorsa ha inseguito il suo vecchio maestro Nono Giuncano che, alla fine, deluso ha invece capito di aver sprecato la sua esistenza a scolpire statue perfette ma immobili, prive di vita. La perfezione è nella vita: questo il vecchio scultore lo ha scoperto quando ormai è «logoro e vecchio» e per questo ha deciso di distruggere tutte le sue sculture e di dedicarsi invece alla bellezza e alla perfezione vivente che egli vede incarnata nella modella Tuda.
Il suo giovane allievo invece non rinuncia al suo sogno e sacrifica la bellezza e la giovinezza di Tuda costringendola a enormi fatiche anzi, non per averla come moglie ma per assicurarsi la modella sempre a sua disposizione, addirittura la sposa.
Tutto questo porta a una crisi morale e spirituale di Tuda che capisce come tutta la sua esistenza sia stata sacrificata per la non vita della statua mentre la sua bellezza sfiorisce con il tempo che passa:
Anche quando nasce l'amore tra il vecchio scultore e la modella, che cerca in lui la consolazione della sua solitudine, il ribrezzo che Tuda stessa prova per il corpo di Giuncano, sempre più simile a quello di suo padre, la obbliga a respingerlo:
Tuda, disperata si lancia verso la statua quasi per compenetrarsi in essa, per riprendersi la vita che le è stata sottratta e Sirio, che crede che voglia distruggerla, reagisce con violenza minacciando di ucciderla e facendo così scattare la folle reazione di Nono che lo strangola con le sue stesse mani.
Si conclude così il dramma del doloroso e triste destino di una vita sempre imperfetta e il sogno di una perfezione irraggiungibile sia nell'arte che nella vita.

## Edizioni
- Luigi Pirandello, Maschere nude, a cura di Italo Borzi e Maria Argenziano, Newton Compton Editori, 2007